# Août 1880

## Événements

### Afrique
- 8 août : ouverture à Boma, par des missionnaires catholiques, de la première école du Congo (futur Congo-Kinshasa), comptant dès le départ une vingtaine d'enfants.

### Amérique
- 5 août : fondation de l’Alliance du Nord-Ouest (Farmers' Alliance). Les fermiers du Texas, endettés par le système de « gages sur récolte », se réunissent pour former des coopératives, acheter du matériel en commun et obtenir les prix les plus bas, et vendre leur coton en commun (« Bulking »). En 1886, la Farmers Alliance réunira cent mille fermiers dans deux mille sous groupes.

### Europe
- 18 août : fermeture de Troisième section de la Chancellerie Impériale par Alexandre II, et remplacement par l'Okhrana

## Naissances
- 12 août : Jacob Penner, politicien
- 26 août : Guillaume Apollinaire, poète français.
- 29 août : Marie-Louise Meilleur, doyenne de l'humanité pendant un an.
- 30 août : Konrad von Preysing, cardinal allemand, évêque de Berlin († 21 décembre 1950).
- 31 août : Wilhelmina des Pays-Bas, Reine des Pays-Bas.

## Décès
- 5 août : William Henry Giles Kingston, écrivain et traducteur britannique (° 28 février 1814).
- 10 août : José María Yáñez, général et homme politique mexicain, héros de la guerre d'indépendance contre l'Espagne (° 1803).
- 16 août : Dominique Alexandre Godron, médecin, botaniste, géologue et spéléologue français (° 25 mars 1807).